# Close
close — функція, призначеня для закриття файла і вивільнення асоційованого з ним файлового дескриптора, затверджена стандартом POSIX. У UNIX-подібних операційних системах з монолітним ядром реалізується у вигляді системного виклика. У мікроядерних системах (таких, як QNX) може реалізовуватись у вигляді звичайної бібліотечної функції.
Виклик функції close(), як правило, спричиняє синхронізацію внутрішніх файлових буферів, оновлення метаданих файлу, звільнення ресурсів, асоційованих з файловим дескриптором, а потім і самого дескриптора. Як правило, всі відкриті програмою файли автоматично закриваються, коли ця програма завершується (нормально або аварійно).[джерело?]

## Означення POSIX
Стандарт POSIX визначає, що для використання close() у заголовному файлі unistd.h повинен бути наступний прототип:
```
 
int
 
close
 
(
int
 
filedes
);

```

У випадку успішного завершення функція close() повертає нульове значення. Якщо сталася помилка, повертається -1, і змінній errno надається значення помилки. Можливі коди помилок:
EBADF
Аргумент, переданий функції, не є дескриптором відкритого файлу
EINTR
Роботу функції перервав сигнал
EIO
Сталася помилка вводу-виводу